# Fourmiz (bande originale)
Antz - Original Film Music, est la bande originale distribué par Angel Records, du film américain d'animation de Eric Darnell et Tim Johnson, Fourmiz, sortis en 1998.

## Liste des titres
Première version
| 1.    | I Can See Clearly Now               | Neil Finn                                            | 2:51 |
| 2.    | Opening Titles - Z's Theme          | Harry Gregson-Williams et John Powell                | 2:00 |
| 3.    | The Colony                          | Harry Gregson-Williams et John Powell                | 1:56 |
| 4.    | General Mandible                    | Harry Gregson-Williams et John Powell                | 2:21 |
| 5.    | Princess Bala                       | Harry Gregson-Williams et John Powell                | 0:56 |
| 6.    | The Bar                             | Geoff Zanelli, Harry Gregson-Williams et John Powell | 1:27 |
| 7.    | There Is A Better Place             | Harry Gregson-Williams et John Powell                | 1:19 |
| 8.    | Guantanamera / 6:15 - Time To Dance | Harry Gregson-Williams et John Powell                | 3:17 |
| 9.    | The Antz Go Marching To War         | Harry Gregson-Williams et John Powell                | 3:49 |
| 10.   | Weaver And Azteca Flirt             | Harry Gregson-Williams et John Powell                | 1:53 |
| 11.   | The Death Of Barbados               | Harry Gregson-Williams et John Powell                | 2:06 |
| 12.   | The Antz Marching Band              | Steve Jablonsky                                      | 1:15 |
| 13.   | The Magnifying Glass                | Harry Gregson-Williams et John Powell                | 1:58 |
| 14.   | Ant Revolution                      | Harry Gregson-Williams et John Powell                | 1:47 |
| 15.   | Mandible And Cutter Plot            | Harry Gregson-Williams et John Powell                | 2:05 |
| 16.   | The Picnic Table                    | Harry Gregson-Williams et John Powell                | 2:43 |
| 17.   | The Big Shoe                        | Harry Gregson-Williams et John Powell                | 2:08 |
| 18.   | Romance In Insectopia               | Harry Gregson-Williams et John Powell                | 2:29 |
| 19.   | Back To The Colony                  | Gavin Greenaway                                      | 2:26 |
| 20.   | Z To The Rescue                     | Harry Gregson-Williams et John Powell                | 7:43 |
| 21.   | Z's Alive!                          | Harry Gregson-Williams et John Powell                | 3:28 |
| 51:57 |                                     |                                                      |      |

Deuxième version
| 1.    | Opening Titles - Z's Theme          | Harry Gregson-Williams et John Powell                | 2:00 |
| 2.    | The Colony                          | Harry Gregson-Williams et John Powell                | 1:56 |
| 3.    | General Mandible                    | Harry Gregson-Williams et John Powell                | 2:21 |
| 4.    | Princess Bala                       | Harry Gregson-Williams et John Powell                | 0:56 |
| 5.    | The Bar                             | Geoff Zanelli, Harry Gregson-Williams et John Powell | 1:27 |
| 6.    | There Is A Better Place             | Harry Gregson-Williams et John Powell                | 1:19 |
| 7.    | Guantanamera / 6:15 - Time To Dance | Harry Gregson-Williams et John Powell                | 3:17 |
| 8.    | The Antz Go Marching To War         | Harry Gregson-Williams et John Powell                | 3:49 |
| 9.    | Weaver And Azteca Flirt             | Harry Gregson-Williams et John Powell                | 1:53 |
| 10.   | The Death Of Barbados               | Harry Gregson-Williams et John Powell                | 2:06 |
| 11.   | The Antz Marching Band              | Steve Jablonsky                                      | 1:15 |
| 12.   | The Magnifying Glass                | Harry Gregson-Williams et John Powell                | 1:58 |
| 13.   | Ant Revolution                      | Harry Gregson-Williams et John Powell                | 1:47 |
| 14.   | Mandible And Cutter Plot            | Harry Gregson-Williams et John Powell                | 2:05 |
| 15.   | The Picnic Table                    | Harry Gregson-Williams et John Powell                | 2:43 |
| 16.   | The Big Shoe                        | Harry Gregson-Williams et John Powell                | 2:08 |
| 17.   | Romance In Insectopia               | Harry Gregson-Williams et John Powell                | 2:29 |
| 18.   | Back To The Colony                  | Gavin Greenaway                                      | 2:26 |
| 19.   | Z To The Rescue                     | Harry Gregson-Williams et John Powell                | 7:43 |
| 20.   | Z's Alive!                          | Harry Gregson-Williams et John Powell                | 3:28 |
| 51:57 |                                     |                                                      |      |

## Musiques additionnelles
- Outre les titres présents, sur les deux versions de l'album, on entend aussi durant le film les morceaux suivants [4] :
  - High Hopes
    - Écrit par Sammy Cahn et Jimmy Van Heusen
    - Interprété par Doris Day
    - Avec l'aimable autorisation de Columbia Records

  - Almost Like Being in Love
    - Interprété par Woody Allen
    - Texte d'Alan Jay Lerner
    - Musique de Frederick Loewe
    - Avec l'aimable autorisation de Metro-Goldwyn-Mayer

  - Give Peace a Chance
    - Écrit par John Lennon
    - Utilisé avec la permission de Yoko Ono

  - When Johnny Comes Marching Home Again
    - Écrit par The Union Army bandmaster Louis Lambert[5]